# Meurthodon gallicus
Meurthodon gallicus és una espècie extinta de sinàpsid de la família dels terioherpètids (o, segons altres classificacions, dels dromatèrids) que visqué en allò que avui en dia és Europa durant el Triàsic superior, fa entre 201,3 i 208,5 milions d'anys. Se n'han trobat restes fòssils a la formació del gres amb Avicula contorta (nord-est de França). Es tracta de l'única espècie del gènere Meurthodon. Era petit com un ratolí. El principal caràcter que el diferencia del seu parent proper Therioherpeton són les arrels de les dents postcanines. El nom genèric Meurthodon significa ‘dent del Meurthe’, mentre que el nom específic gallicus significa ‘gàl·lic’.